# Tetrapterys mexicana
Tetrapterys mexicana är en tvåhjärtbladig växtart som beskrevs av William Jackson Hooker och Arn.. Tetrapterys mexicana ingår i släktet Tetrapterys och familjen Malpighiaceae. Inga underarter finns listade i Catalogue of Life.